# Kojora
Kojora (en georgiano: კოხორა; en abjasio: Кохора) es una aldea que pertenece a la parcialmente reconocida República de Abjasia, dentro del Distrito de Tkvarcheli, aunque de iure es parte del municipio de Gali de la República Autónoma de Abjasia de Georgia.

## Geografía
Kojora está en la llanura de Samurzajano, a 4 km de Gali. La aldea se administra desde el pueblo de Pirveli Gali.  